# Bỉ Lưu Vương
Bỉ Lưu Vương (mất 344, trị vì 304–344) là vị quốc vương thứ 11 của Bách Tế. Theo Tam quốc sử ký (Samguk Sagi), ông là người con thứ hai của vị quốc vương thứ 6 là Cừu Thủ Vương và là đệ của vị quốc vương thứ 7 là Sa Bạn Vương. Tuy nhiên, nếu điều này là chính xác thì ông sẽ trị vì cho đến năm ít nhất là 110 tuổi, các sử gia hiện đại thường cho rằng Bỉ Lưu trên thực tế là con trai hoặc cháu trai của người đệ của Sa Bạn Vương.
Sau khi Phần Tây Vương bị thái thú Lạc Lãng quận sai người đầu độc, Bỉ Lưu bước lên ngai vàng do người con trai của Phần Tây Vương dường như còn quá trẻ để nắm quyền. Điều này dường như là một phần của một cuộc tranh giành quyền lực giữa hai nhánh của vương tộc Bách Tế, các hậu duệ của vị quốc vương thứ 5 là Tiếu Cổ Vương (tổ tiên của Bỉ Như) và của vị quốc vương thứ 8 là Cổ Nhĩ Vương.
Năm 312, ông bổ nhiệm Giải Cừu (Hae Gu) làm người lãnh đạo quân sự. Năm 327, ông dập tắt một cuộc nổi dậy của người đệ cùng cha khác mẹ Ưu Phúc (U Bok). Năm 337, ông tiếp một đoàn sứ giả từ nước láng giềng Tân La.
Các sử gia Nhật Bản nghi ngờ Bỉ Lưu, cũng như Sa Bạn là tổ tiên của một vài gia tộc quý tộc vào thời kỳ Yamato Nhật Bản. Tuy nhiên không có phả hệ còn tồn tại nào ghi lại điều này. Bỉ Lưu mất tháng 10 năm 344, trị vì 41 năm.